# پوینت (تگزاس)
پوینت، تگزاس (به انگلیسی: Point, Texas) یک شهر در ایالات متحده آمریکا با جمعیت ۷۹۲ نفر است که در تگزاس واقع شده‌است.

## موقعیت جغرافیایی
موقعیت جغرافیایی شهرها و مناطق اطراف به شرح زیر است: